# Лемеши (Черниговская область)
Лемеши́ (укр. Лемеші) — село в Козелецком районе Черниговской области Украины. Население 622 человека. Занимает площадь 1,162 км².
Код КОАТУУ: 7422085001. Почтовый индекс: 17052. Телефонный код: +380 4646.

## Власть
Орган местного самоуправления — Лемешовский сельский совет. Почтовый адрес: 17052, Черниговская обл., Козелецкий р-н, с. Лемеши, ул. Разумовских, 2а.

## История
В селе Лемеши в семье казака Григория Розума родились будущий фельдмаршал и фаворит императрицы Алексей Разумовский и его брат, последний гетман Левобережной Украины, президент академии наук Кирилл Разумовский. В 1755 году по заказу Алексея Разумовского была возведена Трехсвятительская церковь. Храм был построен над могилой Григория Разумовского (ум. ок. 1730 года) — отца Алексея и Кирилла. Церковь была названа во имя трех святителей — Григория Богослова, Василия Великого и Иоанна Златоуста — Григорий Богослов был патроном Григория Розума. По церковным документам храм был построен по заказу Алексея Разумовского, хотя за строительством скорее всего следила его мать Наталья Демьяновна.

## Иллюстрации
- Трёхсвятительская церковь
- Здание земской школы в Лемешах